# Маквіс

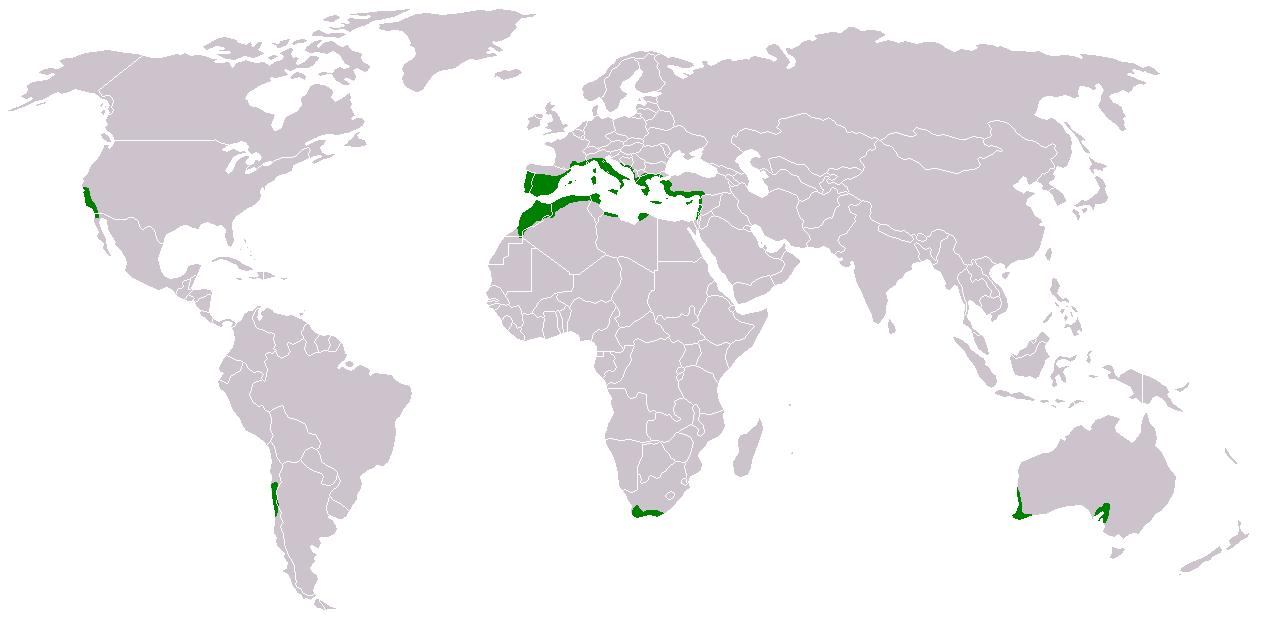
Ареал маквісу та подібних рослинних угруповань у всьому світі

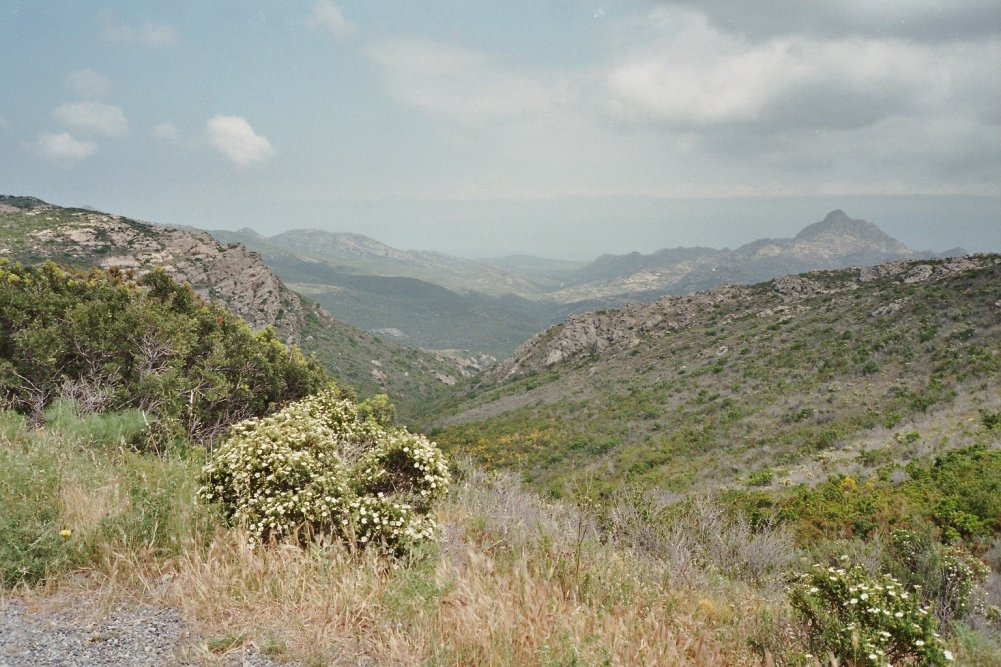
Низовинний маквіс на Корсиці

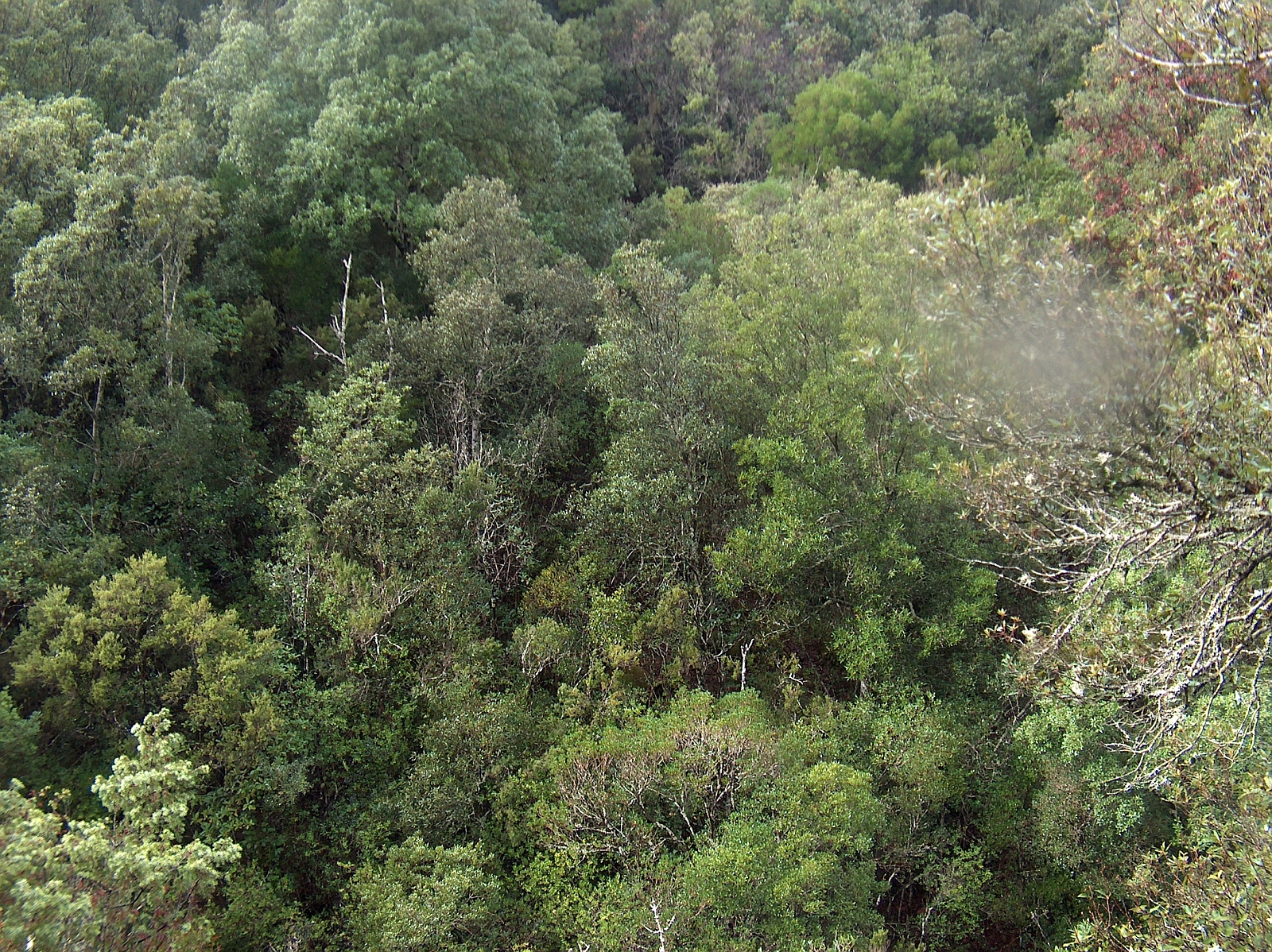
Гірський маквіс в Сардинії

Маквіс (від фр. maquis, від італ. macchia — «хаща») — рослинне угруповання (біом) колючих чагарників, що складається з щільного покриву вічнозелених рослин, таких як шавлія, ялівець і мирт. Спочатку назва асоціювалася тільки з Корсикою, але пізніше поширилася на весь Середземноморський регіон, де поширений цей біом, зокрема південь Франції, узбережжя Італії та інших середземноморських країн.
Подібні угруповання є й на інших континентах, наприклад чапарель в Каліфорнії, маторраль в центральному Чилі, фінбос в Південній Африці і схоже угруповання в Австралії, хоча склад рослин у кожному з них інший.
Хоча маквіс є природним біомом, в багатьох місцях він поширився через зведення лісів, зокрема через пожежі, що запобігають росту молодих дерев. Маквіс найхарактерніший для сухих кам'янистих районів, де можуть рости лише посухостійкі рослини.
Назва «маквіс» походить від італ. macchia — «хаща». Щільна рослинність робила ці райони зручними для різноманітних бандитів та повстанців. Саме через ці зарості отримав назву Рух опору в окупованій Франції протягом Другої світової війни. Італійською і нині darsi alla macchia означає «утекти».